# Du sel sur la peau
Pour plus de détails, voir Fiche technique et Distribution.
Du sel sur la peau est un film belge réalisé par Jean-Marie Degèsves, sorti en 1984.

## Synopsis
Julien est un célibataire endurci pour lequel sa mère recherche activement une compagne. Il fait la connaissance de Charlotte, une jeune et charmante infirmière dont la voiture est tombée en panne devant chez lui.

## Fiche technique
- Titre français : Du sel sur la peau
- Réalisation : Jean-Marie Degèsves
- Pays d'origine : Belgique
- Format : Couleurs
- Date de sortie : 1984

## Distribution
- Michel Bawedin : Le Concierge
- Liliane Becker : Mamy
- Richard Bohringer : Julien
- Harry Cleven : Jean-Claude
- Anne Clignet : Juliette
- Catherine Frot : Charlotte
- Michel Galabru : Bideau